# 百水橋路駅
百水橋路駅（ひゃっすいきょうろえき）は、中華人民共和国 江蘇省南京市に位置する麒麟有軌電車の駅である。

## 歴史
- 2017年10月31日: 開業[1]。

## 隣の駅
南京有軌電車
■ 麒麟有軌電車
馬群駅 - 百水橋路駅 - 馬高路駅